# Semiz Ali Pascià
Semiz Ali Pasha (in turco Semiz Ali Paşah; Prača, ... – Istanbul, 28 giugno 1565) è stato un politico ottomano.
Fu il beylerbey (governatore) dell'Eyalet d'Egitto dal 1549 al 1553.

## Biografia
Semiz Ali Pascià nacque a Prača in Bosnia (quindi il suo epiteto secondario) e sostituì Rüstem Pascià come Gran Visir. Dopo la Scuola dell'Enderûn, ha svolto funzioni di alto livello lungo l'Impero Ottomano.
Il suo epiteto "Semiz" significa "grasso" in turco. 
Nel 1561 ha negoziato con l'ambasciatore del Sacro Romano Impero, Ogier de Busbecq, i termini di un trattato di pace che è stato ratificato a Vienna l'anno successivo.